# Gian Giacomo Felissent
Gian Giacomo Felissent (Treviso, 25 novembre 1857 – Milano, 22 maggio 1912) è stato un politico, militare e pubblicista italiano.
Fu sindaco di Treviso e parlamentare. Promotore di progetti per la modernizzazione della città, si batté per la costruzione della linea ferroviaria militare Treviso-Ostiglia (completata negli anni quaranta).

## Gli inizi
Originario di una nobile famiglia franco-piemontese, giunta a Treviso sul finire del Settecento, Gian Giacomo Felissent nasce a Treviso il 25 novembre 1857, da Carlo (1831-1887) e dalla contessa Maria Nida Dal Corno (?-1875).
Frequenta il Convitto Marco Foscarini di Venezia con compagni che si distingueranno nella vita politica parlamentare come Lorenzo Ellero (futuro deputato), Guido Fusinato e Pietro Bertolini (futuri ministri). Qui, in linea con le finalità educative dell'epoca, riceve precise raccomandazioni dalla madre: "di profittare di ogni sorta di studi, perché la tua ambizione deve essere di potere un giorno esercitare sugli altri una giusta superiorità". 
Ma gli studi non sembrano essere la sua passione e fin da giovanissimo dimostra di avere le idee chiare:
A sedici anni è a Modena, iscritto al I corso della Scuola Militare e il 7 settembre 1877, con i gradi di sottotenente di cavalleria, comincia la sua carriera militare. 
Nel 1882 è ufficiale d'ordinanza del generale Pianell, nel 1889 è capitano a Genova, dove nel 1901 è promosso maggiore. Il 10 febbraio dello stesso anno riceve una medaglia d'oro al valore di Marina conferitagli per aver salvato la vita ad un avvocato di Treviso che stava per affogare.
Dopo la morte del padre, il conte istituisce nel 1889, a Villorba di Treviso, comune dove si trova la villa di famiglia, la Società Agricola di Mutuo Soccorso e Cooperazione Conte Carlo Felissent. Ma, chiesto aiuto allo Stato tramite l'amico Bertolini - allora deputato al Parlamento - non riesce ad ottenere i finanziamenti. La "antiveggente iniziativa del Capitano Felissent" deve così soccombere. 
Questa prima esperienza di carattere civile e sociale è destinata ad avere importanti ripercussioni per le sue scelte future; infatti, malgrado i successi e il prestigio di cui gode in caserma, sente il bisogno di dedicarsi a nuove attività e decide di ritirarsi dalla vita militare:

## La politica
Quando si ritira dalla vita militare ha 44 anni.
La seconda iniziativa pubblica di Felissent è di straordinaria importanza per il dibattito trevigiano e gli consente di presentare a tutta la cittadinanza le sue credenziali di uomo progressista e di potenziale amministratore:
È il 1902 quando Felissent vuole realizzare a Treviso un ambizioso sistema tranviario interprovinciale: la costruzione della Grande rete collegherà Treviso ai centri veneti più popolosi (Conegliano, Montebelluna, Camposampiero, Castelfranco, ecc.) e ad importanti province (Trieste, Venezia, Portogruaro). Nello stesso anno fonda, con altri amici, la Società Tarvisium e nel 1903, in qualità di suo presidente, comincia a diffondere tra i cittadini quante più informazioni possibili sul suo progetto di trasporto pubblico.
Nel marzo del 1904 si reca a Londra e poi a Parigi; qui si informa su questioni tecniche inerenti alle  tramvie e sonda il terreno per trovare potenziali finanziatori dell'impresa.
Il 22 settembre 1905 è prima eletto consigliere comunale e poi nominato sindaco di un'amministrazione che sarà in carica fino al 10 marzo 1907. Come capo della giunta e come attivissimo presidente della Tarvisium, tenterà di dotare la città del primo piano regolatore (ing. Cosimo Canovetti) e di realizzare la Grande rete tranviaria.
Proprio per meglio spiegare all'opinione pubblica il suo operato di sindaco, fonda nel 1905 il settimanale Risveglio Trevisano, il cui programma è anche il manifesto delle sue idee politiche.
Qui i due temi maggiormente dibattuti, oltre a quello politico, sono la realizzazione delle tramvie interprovinciali e, negli ultimi numeri, la costruzione della linea ferroviaria difensiva Treviso-Camposampiero-Ostiglia che lo vede impegnato in prima fila, con l'on. Leone Wollemborg, durante la sua breve attività di parlamentare (1907-1909). Infatti:

## Il ritiro
Ma quando Felissent è deputato, la sua più importante impresa cittadina comincia a mostrare grandi difficoltà gestionali e finanziarie: la "Grande rete" è destinata a fallire, mentre le tranvie sono ormai materia dell'industriale Graziano Appiani, suo amico e collega tra i consiglieri comunali. 
Dopo il fallimento della Società Belga per le tranvie interprovinciali, è costretto a liquidare i soci con "126.000 lire della sua non vistosa sostanza". 
A partire dal 1908, gli avvenimenti negativi si susseguono rapidi e inarrestabili: alle perquisizioni e alla denuncia per truffa, subite in seguito al fallimento della Società Belga, si aggiunge l'accusa di avere trafugato in Francia i quadri di proprietà demaniale della sua villa; inoltre, quando alle politiche del 1909 si candida con i democratici, contro il sindaco Zaccaria Bricito, clericale e conservatore, malgrado l'appoggio di molti progressisti e intellettuali, per appena trenta voti, non riesce ad andare al ballottaggio.
Nel 1910 una complessa situazione politica locale e alcune sue ambigue prese di posizione lo isolano ulteriormente. È l'anno in cui il Risveglio chiude le pubblicazioni e in cui non è più consigliere comunale.
Nel 1911 dà l'addio a Treviso: Felissent si sente testualmente "disgustato" dalla politica subdola, dai pettegolezzi e dall'incomprensione che dominano in città. 
Decide di trasferirsi a Milano dove muore appena l'anno dopo, il 22 maggio 1912.